# KFC Heultje
Maillots
Dernière mise à jour : 3 août 2017.
Le Koninklijke Football Club Heultje est un club de football belge, basé dans la commune de Westerlo, en province d'Anvers. Le club porte le matricule 459 et évolue en quatrième provinciale lors de la saison 2017-2018. Au cours de son histoire, il a joué 12 saisons dans les séries nationales, dont 8 au troisième niveau.

## Histoire
Le Football Club Heultje est fondé en 1925, et s'affilie dans la foulée à l'Union Belge. En décembre 1926, il reçoit le matricule 459. Le club débute au troisième niveau des séries régionales anversoises, dont il remporte le titre en 1937. Après la Seconde Guerre mondiale, les séries régionales sont réorganisées sur bases provinciales, et le club rejoint la deuxième provinciale en 1949, à l'époque le plus haut niveau provincial. Trois ans plus tard, cette division est rebaptisée première provinciale. Heultje y évolue pendant trois décennies, série interrompue par une saison en deuxième provinciale en 1966-1967. Lors de ces années, il rencontre régulièrement le club rival de la ville, le VC Westerlo. Le 16 décembre 1954, il est reconnu « Société Royale » et ajoute la mention « Koninklijke » à son appellation officielle.
Le club rejoint pour la première fois les séries nationales en 1983, près de 60 ans après sa fondation. Trois saisons plus tard, il remporte le titre dans sa série de Promotion, après des test-matches contre le KSV Mol (victoire 1-0 à domicile et partage 2-2 à l'extérieur). Le club est alors promu en Division 3. Le KFC Heultje termine ses premières saisons au troisième niveau dans le milieu de classement, obtenant son meilleur classement, une quatrième place, en 1989-1990.
Par la suite, les résultats sont moins bons, et le club doit jouer pour son maintien. Il l'évite de peu en 1992, ne terminant devant le KVV Looi Sport qu'au nombre de victoires. Deux ans plus tard, le club termine dernier et est relégué en Promotion. Heultje réalise une saison catastrophique, marquant seulement sept points en trente matches, et subit une deuxième relégation consécutive, ce qui le renvoie en première provinciales après douze saisons disputées dans les séries nationales. Le club est à nouveau relégué la saison suivante, et se retrouve en deuxième provinciale, sa troisième relégation en trois ans. Le club se maintient dix saisons à ce niveau, mais à la suite d'une pénalité de quatorze points infligée par l'URBSFA, le club est relégué en troisième provinciale en 2007. Trois ans plus tard, le club est renvoyé en quatrième provinciale, le plus bas niveau du football belge, où il évolue toujours en 2013-2014.

## Stade
Le stade porte le nom d'Ernest Sterckx, un ancien champion cycliste né à Heultje et décédé prématurément. Le complexe sportif où se trouve le stade du club est rebaptisé en son honneur.

## Rivalité avec le KVC Westerlo
Fondés à quelques années d'écart, Heultje en 1925 et Westerlo en 1933, les deux clubs distants de quelques kilomètres entretiennent une forte rivalité jusqu'à la fin des années 1960, lorsque Westerlo rejoint pour la première fois la Promotion. Lorsque le KFC Heultje rejoint à son tour les séries nationales, cette opposition refait surface, les deux clubs évoluant plusieurs saisons dans la même série de Division 3. Mais vers le début des années 1990, les destins des deux clubs évoluent dans des directions diamétralement opposées, Heultje sombrant dans les séries provinciales pendant que Westerlo rejoint la première division, réduisant cette rivalité au rang de folklore local.

## Résultats en séries nationales
Statistiques mises à jour le 21 juin 2013

### Palmarès
- 1 fois champion de Belgique de Promotion en 1986

### Bilan
| Niv | Divisions     | Jouées | Titres | TM Up | TM Down |
| --- | ------------- | ------ | ------ | ----- | ------- |
| I   | 1re nationale | 0      | 0      |       |         |
| II  | 2e nationale  | 0      | 0      |       |         |
| III | 3e nationale  | 8      | 0      |       |         |
| IV  | 4e nationale  | 4      | 1      |       |         |
| V   | 5e nationale  | 0      | 0      |       |         |
|     |               |        |        |       |         |
|     | TOTAUX        | 12     | 1      | 0     | 0       |

- TM Up : test-match pour départager des égalités, ou toutes formes de Barrages ou de Tour final pour une montée éventuelle.
- TM Down : test-match pour départager des égalités, ou toutes formes de Barrages ou de Tour final pour le maintien.

### Classements saison par saison
| Ordre               | Saison  | Nom du club | Niveau             | Classement final | Remarques          |
| ------------------- | ------- | ----------- | ------------------ | ---------------- | ------------------ |
| 1                   | 1983-84 | KFC Heultje | Promotion série B  | 4e/16            |                    |
| 2                   | 1984-85 | KFC Heultje | Promotion série C  | 3e/16            |                    |
| 3                   | 1985-86 | KFC Heultje | Promotion série B  | 1er/16           | Champion et promu! |
| 4                   | 1986-87 | KFC Heultje | Division 3 série B | 10e/16           |                    |
| 5                   | 1987-88 | KFC Heultje | Division 3 série B | 5e/16            |                    |
| 6                   | 1988-89 | KFC Heultje | Division 3 série B | 10e/16           |                    |
| 7                   | 1989-90 | KFC Heultje | Division 3 série B | 4e/16            |                    |
| 8                   | 1990-91 | KFC Heultje | Division 3 série B | 8e/16            |                    |
| 9                   | 1991-92 | KFC Heultje | Division 3 série B | 14e/16           |                    |
| 10                  | 1992-93 | KFC Heultje | Division 3 série B | 13e/16           |                    |
| 11                  | 1993-94 | KFC Heultje | Division 3 série B | 16e/16           | Relégué!           |
| 12                  | 1994-95 | KFC Heultje | Promotion série C  | 16e/16           | Relégué!           |
| séries provinciales |         |             |                    |                  |                    |